# Mellersta Värends domsagas valkrets
Mellersta Värends domsagas valkrets (1867–1893 kallad Norrvidinge och Kinnevalds häraders valkrets) var vid riksdagsvalen till andra kammaren 1866–1908 en egen valkrets med ett mandat. Valkretsen, som omfattade Norrvidinge och Kinnevalds härader, avskaffades vid införandet av proportionellt valsystem i riksdagsvalet 1911 och uppgick i Kronobergs läns östra valkrets.
Mellersta Värend var den sista valkretsen i Sverige där elektorsval tillämpades, detta sist vid andrakammarvalet 1908.

## Riksdagsmän
- Peter Petersson, lmp (1867–1872)
- Johan Sandstedt (1873–1877)
- Fredrik Petersson (1878–första riksmötet 1887)
- Carl Petersson, nya lmp 1888–1894, lmp 1895–1911 (andra riksmötet 1887–1911)

## Valresultat

### 1896
| Andrakammarvalet i Sverige 1896: Mellersta Värends domsagas valkrets | Andrakammarvalet i Sverige 1896: Mellersta Värends domsagas valkrets | Andrakammarvalet i Sverige 1896: Mellersta Värends domsagas valkrets | Andrakammarvalet i Sverige 1896: Mellersta Värends domsagas valkrets | Andrakammarvalet i Sverige 1896: Mellersta Värends domsagas valkrets |
| Kandidat                                                             | Kandidat                                                             | Röster                                                               | Röster                                                               | Röster                                                               |
| Kandidat                                                             | Kandidat                                                             | Antal                                                                | %                                                                    | +− %                                                                 |
| -------------------------------------------------------------------- | -------------------------------------------------------------------- | -------------------------------------------------------------------- | -------------------------------------------------------------------- | -------------------------------------------------------------------- |
|                                                                      | Carl Petersson                                                       | 28                                                                   | 77,8                                                                 |                                                                      |
|                                                                      | Fredrik Petersson                                                    | 8                                                                    | 22,2                                                                 |                                                                      |
| Antal giltiga röster                                                 | Antal giltiga röster                                                 | 36                                                                   |                                                                      |                                                                      |
| Kasserade röster                                                     | Kasserade röster                                                     | 0                                                                    |                                                                      |                                                                      |
| Totalt                                                               | Totalt                                                               | 36                                                                   |                                                                      |                                                                      |

### 1899
| Andrakammarvalet i Sverige 1899: Mellersta Värends domsagas valkrets | Andrakammarvalet i Sverige 1899: Mellersta Värends domsagas valkrets | Andrakammarvalet i Sverige 1899: Mellersta Värends domsagas valkrets | Andrakammarvalet i Sverige 1899: Mellersta Värends domsagas valkrets | Andrakammarvalet i Sverige 1899: Mellersta Värends domsagas valkrets |
| Kandidat                                                             | Kandidat                                                             | Röster                                                               | Röster                                                               | Röster                                                               |
| Kandidat                                                             | Kandidat                                                             | Antal                                                                | %                                                                    | +− %                                                                 |
| -------------------------------------------------------------------- | -------------------------------------------------------------------- | -------------------------------------------------------------------- | -------------------------------------------------------------------- | -------------------------------------------------------------------- |
|                                                                      | Carl Petersson                                                       | 30                                                                   | 81,1                                                                 | ▲3,3                                                                 |
|                                                                      | Fredrik Petersson                                                    | 7                                                                    | 18,9                                                                 | ▼3,3                                                                 |
| Antal giltiga röster                                                 | Antal giltiga röster                                                 | 37                                                                   |                                                                      |                                                                      |
| Kasserade röster                                                     | Kasserade röster                                                     | 0                                                                    |                                                                      |                                                                      |
| Totalt                                                               | Totalt                                                               | 37                                                                   |                                                                      |                                                                      |

### 1902
| Andrakammarvalet i Sverige 1902: Mellersta Värends domsagas valkrets | Andrakammarvalet i Sverige 1902: Mellersta Värends domsagas valkrets | Andrakammarvalet i Sverige 1902: Mellersta Värends domsagas valkrets | Andrakammarvalet i Sverige 1902: Mellersta Värends domsagas valkrets | Andrakammarvalet i Sverige 1902: Mellersta Värends domsagas valkrets |
| Kandidat                                                             | Kandidat                                                             | Röster                                                               | Röster                                                               | Röster                                                               |
| Kandidat                                                             | Kandidat                                                             | Antal                                                                | %                                                                    | +− %                                                                 |
| -------------------------------------------------------------------- | -------------------------------------------------------------------- | -------------------------------------------------------------------- | -------------------------------------------------------------------- | -------------------------------------------------------------------- |
|                                                                      | Carl Petersson                                                       | 38                                                                   | 100                                                                  | ▲18,9                                                                |
| Antal giltiga röster                                                 | Antal giltiga röster                                                 | 38                                                                   |                                                                      |                                                                      |
| Kasserade röster                                                     | Kasserade röster                                                     | 0                                                                    |                                                                      |                                                                      |
| Totalt                                                               | Totalt                                                               | 38                                                                   |                                                                      |                                                                      |

### 1905
| Andrakammarvalet i Sverige 1905: Mellersta Värends domsagas valkrets | Andrakammarvalet i Sverige 1905: Mellersta Värends domsagas valkrets | Andrakammarvalet i Sverige 1905: Mellersta Värends domsagas valkrets | Andrakammarvalet i Sverige 1905: Mellersta Värends domsagas valkrets | Andrakammarvalet i Sverige 1905: Mellersta Värends domsagas valkrets |
| Kandidat                                                             | Kandidat                                                             | Röster                                                               | Röster                                                               | Röster                                                               |
| Kandidat                                                             | Kandidat                                                             | Antal                                                                | %                                                                    | +− %                                                                 |
| -------------------------------------------------------------------- | -------------------------------------------------------------------- | -------------------------------------------------------------------- | -------------------------------------------------------------------- | -------------------------------------------------------------------- |
|                                                                      | Carl Petersson                                                       | 34                                                                   | 94,4                                                                 | ▼5,6                                                                 |
|                                                                      | Fredrik Petersson                                                    | 1                                                                    | 2,8                                                                  |                                                                      |
|                                                                      | Övrig kandidat                                                       | 1                                                                    | 2,8                                                                  |                                                                      |
| Antal giltiga röster                                                 | Antal giltiga röster                                                 | 36                                                                   |                                                                      |                                                                      |
| Kasserade röster                                                     | Kasserade röster                                                     | 1                                                                    |                                                                      |                                                                      |
| Totalt                                                               | Totalt                                                               | 37                                                                   |                                                                      |                                                                      |

### 1908
| Andrakammarvalet i Sverige 1908: Mellersta Värends domsagas valkrets | Andrakammarvalet i Sverige 1908: Mellersta Värends domsagas valkrets | Andrakammarvalet i Sverige 1908: Mellersta Värends domsagas valkrets | Andrakammarvalet i Sverige 1908: Mellersta Värends domsagas valkrets | Andrakammarvalet i Sverige 1908: Mellersta Värends domsagas valkrets |
| Kandidat                                                             | Kandidat                                                             | Röster                                                               | Röster                                                               | Röster                                                               |
| Kandidat                                                             | Kandidat                                                             | Antal                                                                | %                                                                    | +− %                                                                 |
| -------------------------------------------------------------------- | -------------------------------------------------------------------- | -------------------------------------------------------------------- | -------------------------------------------------------------------- | -------------------------------------------------------------------- |
|                                                                      | Carl Petersson                                                       | 32                                                                   | 91,4                                                                 | ▼3,0                                                                 |
|                                                                      | Martin Svensson i Kompersmåla (höger)                                | 3                                                                    | 8,6                                                                  |                                                                      |
| Antal giltiga röster                                                 | Antal giltiga röster                                                 | 35                                                                   |                                                                      |                                                                      |
| Kasserade röster                                                     | Kasserade röster                                                     | 0                                                                    |                                                                      |                                                                      |
| Totalt                                                               | Totalt                                                               | 35                                                                   |                                                                      |                                                                      |